# Sektor magnetyczny

Schemat Spektrometru mas z analizatorem typu sektor magnetyczny

Sektor magnetyczny rodzaj analizatora jonów stanowiący element konstrukcji spektrometrów mas. Sektor magnetyczny charakteryzuje się stosunkowo małą rozdzielczością, mniej niż 5000 daltonów. Związane jest to głównie z różną energią jonów wpadających do urządzenia. Problem ten rozwiązuje zastosowanie sektora elektrycznego przed sektorem magnetycznym.

## Zasada działania
Analizator ten wykorzystuje zjawisko zmiany toru lotu jonów w polu magnetycznym. Tor lotu jonów jest zakrzywiany, stopień zakrzywienia lotu zależy od stosunku masy do ładunku elektrycznego (m/z) jonu i od parametrów pola magnetycznego. W analizatorze tym pole magnetyczne tworzone jest przez elektromagnesy. 

## Rodzaje
Istnieją dwa podstawowe typy urządzeń różniących się sposobem wykrywania jonów. W pierwszym typie jony, których tor lotu został zakrzywiony, padają na detektor w różnych miejscach. Detektorem może być klisza fotograficzna lub rząd innych elementów rejestrujących jony (np. fotopowielaczy). Znając miejsce w którym jon trafił do detektora, można obliczyć, jakie było jego zakrzywienie toru lotu co umożliwia obliczenie stosunku masy do ładunku (m/z). 
W drugim typie analizatorów detektor jest umieszczony za szczeliną, przez którą przelatują jony. Zmieniając natężenie pola magnetycznego można zmieniać m/z jonów, które będą trafiały do szczeliny. 